# Tertulia Feminista les Comadres
Tertulia Feminista les Comadres es una asociación creada en 1986 en Gijón (Asturias) para denunciar las trabas de la sociedad a la igualdad entre hombres y mujeres. En 2014 fue una de las dos organizaciones impulsoras de la protesta El tren de la Libertad, contra la reforma de la Ley del Aborto en España presentada por el Ministro de Justicia Alberto Ruíz Gallardón, que fue considerada la mayor manifestación feminista de la historia de España.

## Historia
El grupo inicial en 1986 estaba formado por siete mujeres: María José Capellín, Dulce Gallego, Geli González, Chus Lage, Lourdes Pérez, Ángeles Salle y Carmen Veiga. En 2016 la organización ya estaba formada por casi un centenar de mujeres y estaba presidida por Begoña Piñero. Son miembros de la tertulia las filósofas Amelia Valcarcel y Alicia Miyares y la escritora Berta Piñán.
Desde 1987 Les Comadres entrega anualmente los premios Comadre de Oro para distinguir a las mujeres que destacan en su compromiso por la lucha por la igualdad y el Felpeyu para denunciar las actitudes machistas.
Además de convocar y participar en acciones de denuncia contra la violencia hacia las mujeres otro de los focos de acción se sitúa el ámbito cultural.
Desde 1997 la Tertulia Feminista colabora con el Festival Internacional de Cine de Gijón.
En 2014 fue una de las dos organizaciones que impulsaron la protesta de El tren de la libertad contra la reforma de la ley del aborto y en defensa de los derechos sexuales y reproductivos, considerada la mayor manifestación feminista en la historia de España en defensa de los derechos de las mujeres (hasta 2015).
En 2022 se impulsa el premio Comadre de Cine en el marco del FICX.

### Rosario Acuña

#### Homenaje a Rosario de Acuña en el Ateneo de Madrid

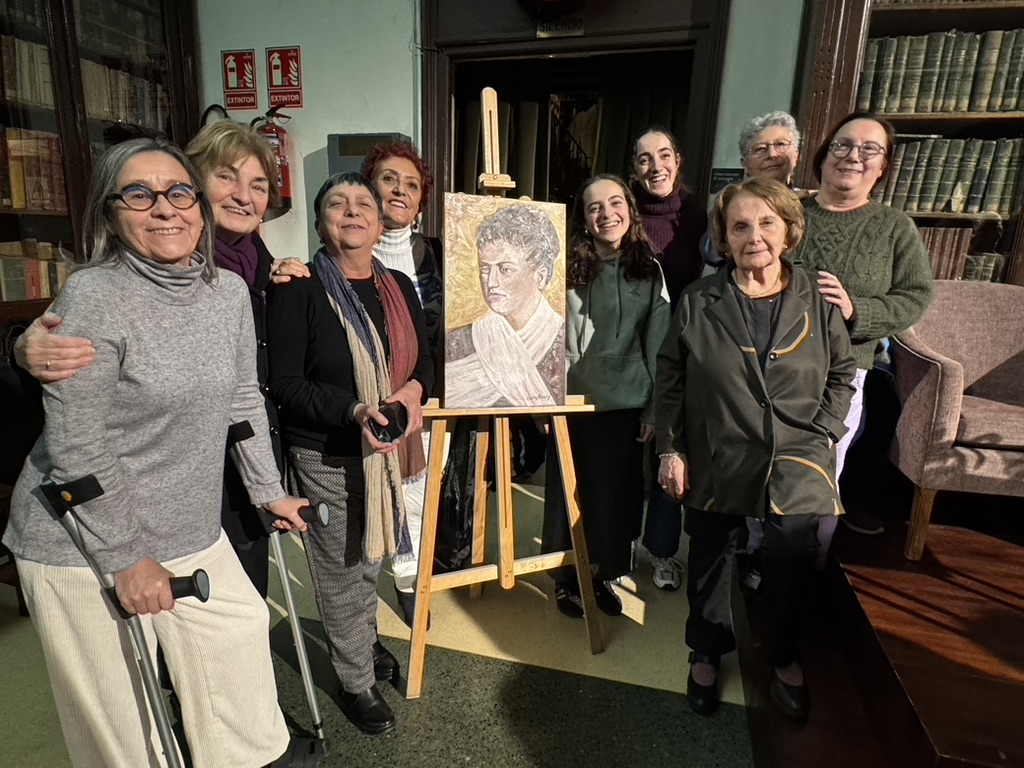
Entrega del retrato de Rosario de Acuña al Ateneo de Madrid

En febrero de 2025 la organización impulsó un homenaje en el Ateneo de Madrid a la escritora y librepensadora Rosario de Acuña (1850-1923) que residió en Gijón al final de su vida. En el acto se hizo entrega a la institución de un retrato de Rosario de Acuña, realizado por Carlos Roces por encargo del Ayuntamiento de Gijón a iniciativa de la Asociación Feminista Les Comadres y de la que fuera alcaldesa de Gijón Paz Fernández Felgueroso.
Rosario de Acuña fue la primera mujer que intervino en la tribuna del ateneo en 1884. Hasta hace poco tiempo la galería de retratos del Ateneo de Madrid contaba con 188 retratos de personalidades ilustres de España de los que sólo uno era de una mujer, Emilia Pardo Bazán. En los últimos años se han ido incorporando los retratos de Carmen Laforet, Clara Campoamor, Almudena Grandes, Carmen de Burgos, Elena Fortún, María Zambrano y Rosa Chacel. Desde el 1 de febrero de 2025 el ateneo cuenta ya con el retrato de Rosario de Acuña.

#### Homenaje a Rosario de Acuña en Gijón 2025
La Tertulia Feminista participa en la ofrenda floral que tiene lugar en la Senda de El Cervigón (Gijón), ante la que fuera su casa.

Durante el acto, la periodista Patricia Martínez Fernández es la encargada de reivindicar su figura:
"Fue dramaturga, periodista, escritora y poeta (que no poetisa)… Masona, atea,
republicana y sobre todo LIBREPENSADORA. A buen seguro le resultaría
inconcebible que sus palabras aún estuvieran de plena actualidad en este
punto de la Historia. Cuando se cumple el primer cuarto de este siglo XXI.
Profundamente feminista, sí. Y también abolicionista. En un artículo fechado
en 1887, y titulado “La ramera” se pronunciaba contra la prostitución por ser,
decía, la “consecuencia lógica del estado patológico de los espíritus de la
actualidad” porque con sus víctimas no se “necesita, -afirmaba- otro sacrificio
que un puñado de oro”. Porque “se ve conceptuada como cosa, no como persona,
como triste necesidad”. Y añadía “¡Cuán amargo dolor se experimenta ante esas
pobres víctimas de la irracionalidad del hombre y la deficiencia de la ley!”. Y en fin,

así seguimos"

## Pantalla para un debate
Desde el año 1997 la tertulia feminista colabora anualmente con el Festival Internacional de Cine de Gijón para dar visibilidad a mujeres en el mundo del cine como directoras, guionistas, actrices, realizadoras, etc. a través de la sección Pantalla para un debate.

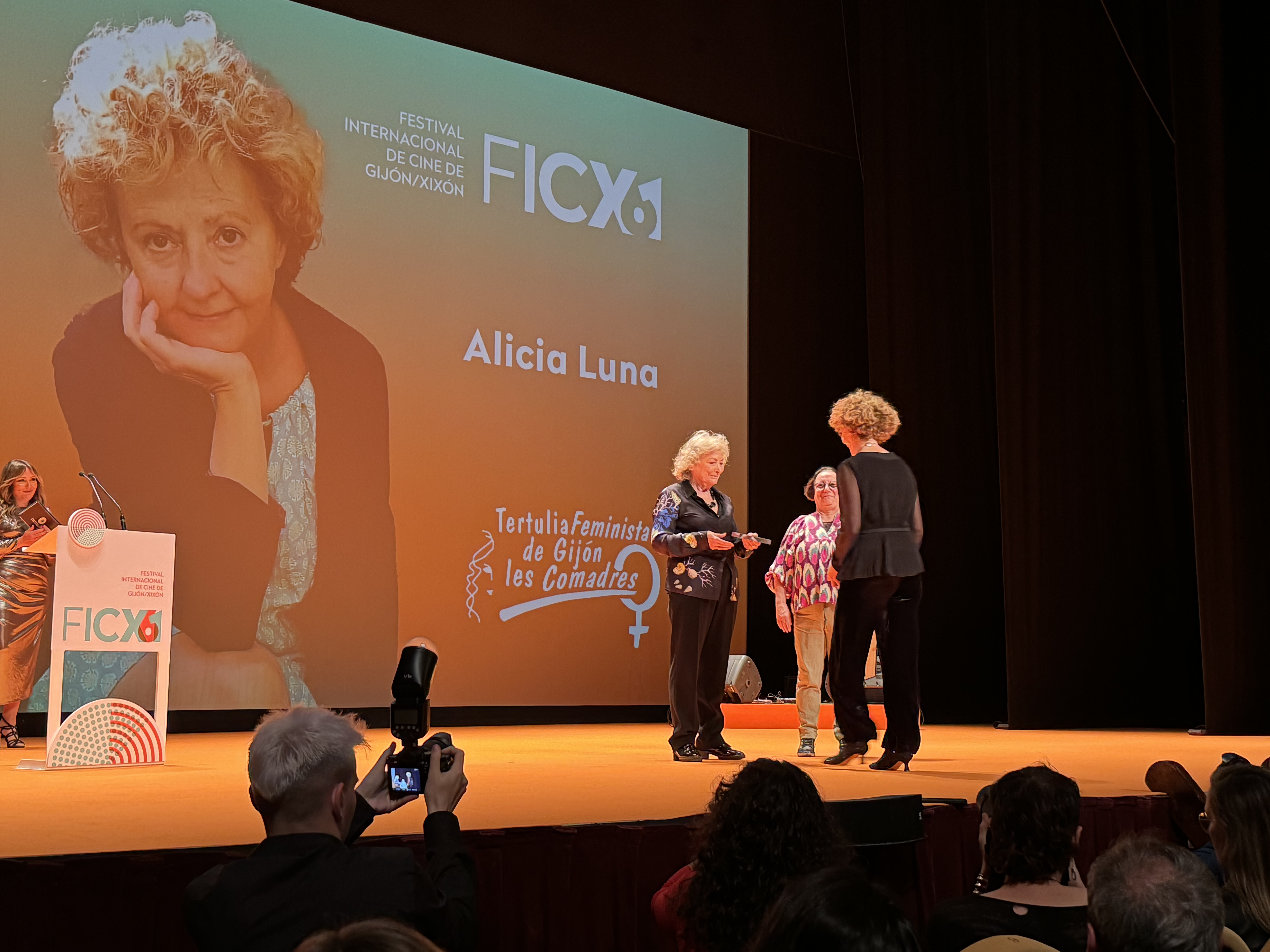
Alicia Luna: Comadre de Cine 2023

### Premio Comadre de Cine

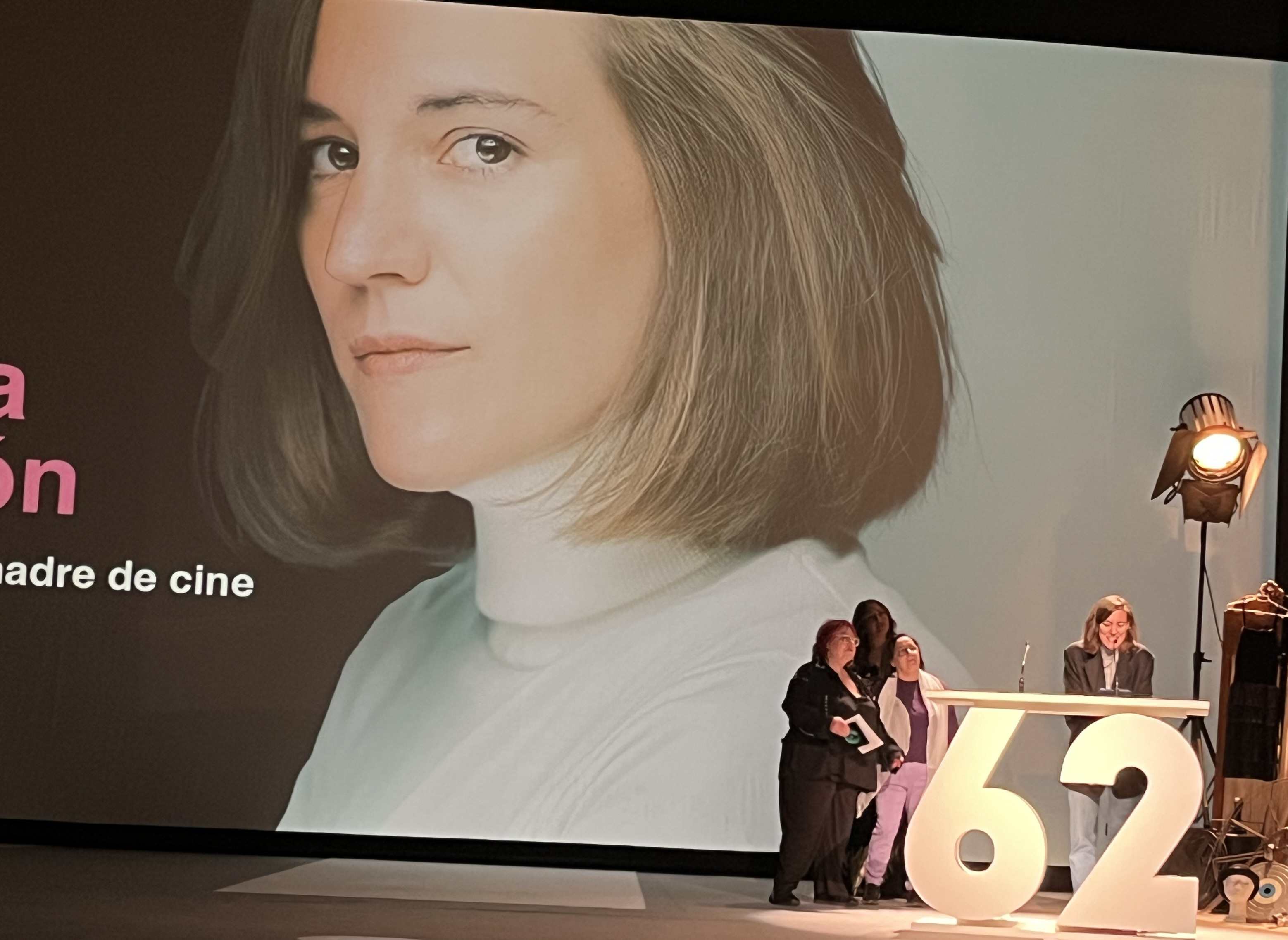
Carla Simón, Comadre de Cine 2024, recibe el premio de manos de Montse Boix y Begoña Piñero

En 2022 el FICX ortorga por primera vez el premio Comadre de Cine en colaboración con la Tertulia Feminista Les Comadres.
- 2022, Patricia Ferreira
- 2023, Alicia Luna[10]
- 2024, Carla Simón.[11] Su discurso de recogida del premio está disponible en la página web del diario digital feminista Mujeres en Red.[12]

## Premios Comadre de Oro y Felpeyu
Desde 1987 la asociación entrega anualmente en la celebración de "la fiesta del jueves de comadres" el galardón "Comadre de Oro" para destacar las actitudes igualitarias y el Felpeyu (piltrafa, que no vale para nada en asturiano) para "castigar" las machistas.
27 de febrero de 2025
- Comadre de Oro: María Martín Barranco,[14] por sus trabajos y publicaciones, que nos enseñan cómo las palabras y sus significados no son neutros y la importancia del buen uso del lenguaje, es decir, con perspectiva feminista.
- Comadre de Oro Especial: Montserrat Boix Piqué. Fundadora de “Mujeres en Red”, ha estado siempre comprometida con la igualdad de mujeres y hombres, la información con perspectiva feminista y el periodismo.
- Felpeyu: Alfredo Cantelli, alcalde de Oviedo, por su absoluto desconocimiento y desprecio hacia las víctimas de asesinatos machistas.
- Babayu: Javier Jové Sandoval, diputado de Vox, por calificar de ‘chocho charlas’ los cursos para la formación del profesorado en materia de igualdad y despreciar el feminismo.

8 de febrero de 2024
- Comadre de Oro: Mónica Alario Gavilán[15] «Por su valiente, brillante e innovadora investigación sobre la pornografía, una próspera industria construida sobre la violencia contra las mujeres y las niñas que funciona como escuela de desigualdad entre mujeres y hombres».
- Felpeyu: Luís Rubiales, por la lección de machismo en la asamblea de la Federación
- Babayu: Pablo Motos, por hacer diariamente promoción del machismo en su programa de televisión.

16 de febrero de 2023
- Comadre de Oro: Patricia Sornosa[16]
- Comadre de Oro especial: Anabel Santiago Sánchez
- Felpeyu: Colegio Mayor Elías Ahuja
- Babayu: Jesús Sanz Montes, Arzobispo de Oviedo

24 de febrero de 2022

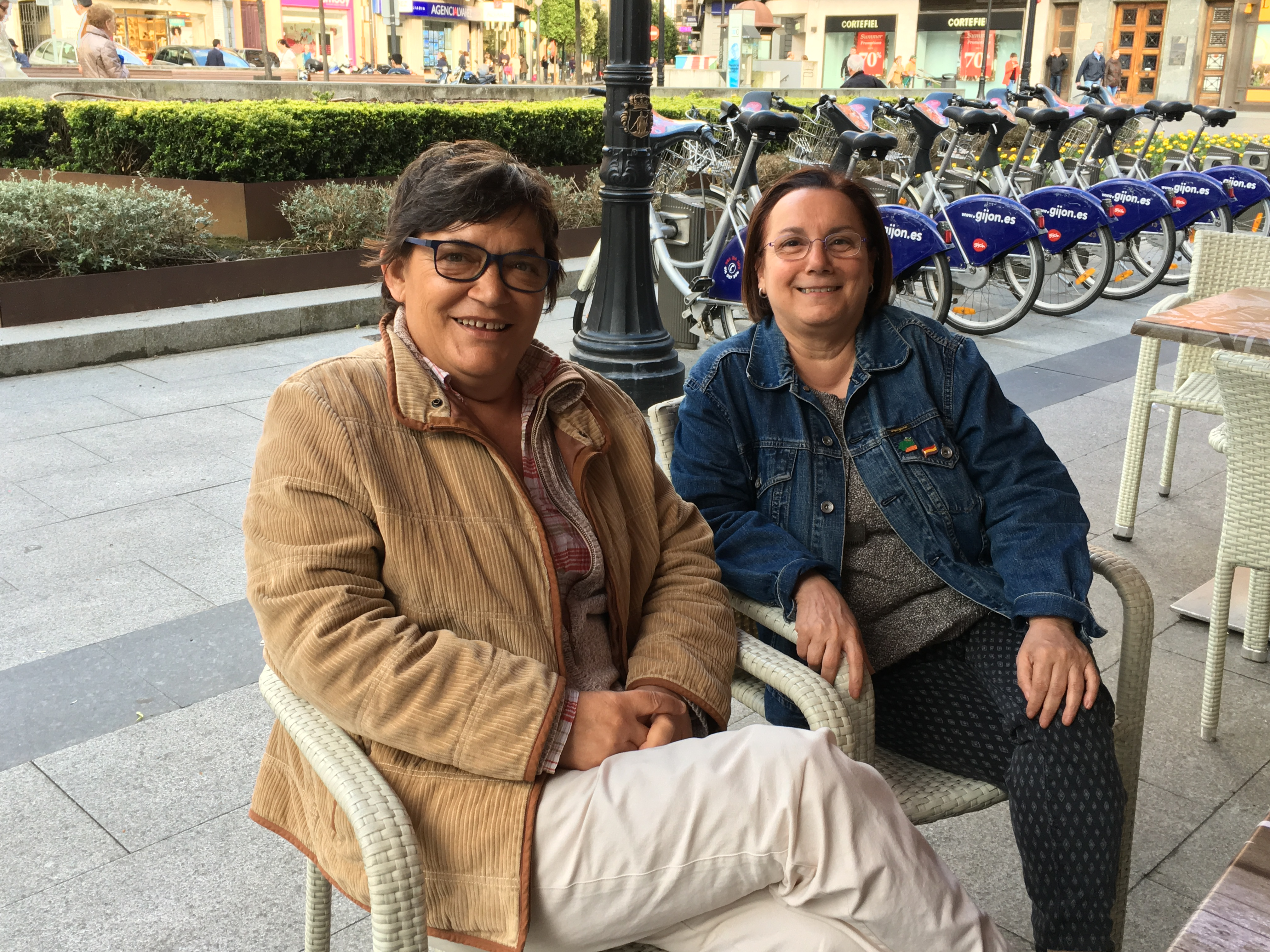
Alicia Miyares Comadre de Oro especial 2016 y Begoña Piñero.

- Comadre de Oro: a la Alianza contra el Borrado de las Mujeres «por su valentía en la lucha por los derechos de las mujeres basados en el sexo y la visibilización de todas las formas de discriminación contra mujeres y niñas que resultan de la sustitución de la categoría jurídica sexo por la de identidad de género».[17][18]

11 de febrero de 2021
- Comadre de Oro: Mabel Lozano, escritora, cineasta y documentalista. Por su permanente e infatigable empeño en sacar a la luz la trágica vida de mujeres y niñas prostituidas que la sociedad olvida; denunciando con su trabajo a las mafias de la trata, la pornografía y la prostitución.
- Felpeyu: Trifachito por culpabilizar a las manifestantes feministas del 8 de Marzo, atribuyéndonos la expansión del Covid y por promover la pérdida de los derechos de las mujeres allí donde gobiernan.
- Babayu: Alfredo Canteli Fernández, alcalde de Oviedo. Por sus babayaes sexistas y misóginas: *"cantaría para los paisanos ovetenses" (Marta Sánchez). *"cuando el comercio abre siempre hay consumo, además si vas con la mujer todavía más".

23 de febrero de 2020
- Comadre de Oro: Najat el Hachmi escritora e investigadora social, que desde su óptica feminista manifiesta, a través de sus escritos, la crucial importancia de alcanzar la igualdad entre los sexos en todas las culturas
- Comadre de Oro: Almudena Grandes Hernández. escritora y columnista, que a través de sus novelas  presenta  mujeres fuertes, valientes y luchadoras por la libertad, incluso en las peores circunstancias. Y en sus columnas, reflexiona y nos hace pensar sobre cuestiones actuales de la vida cotidiana que reflejan la situación de las mujeres.
- Felpeyu: Real Federación Española de Fútbol (RFEF) Por anteponer sus intereses económicos de las mujeres, eligiendo para la celebración de la Supercopa de España, Arabia Saudí.

28 de febrero de 2019
- Comadre de Oro: Amelia Tiganus. Activista feminista, defensora de los derechos humanos de las mujeres. Superviviente de la trata y del sistema prostitucional.
- Comadre de Oro especial: Pilar Sánchez Vicente. Historiadora y escritora asturiana
- Felpeyu: Pablo Casado Blanco. Político.
- Babayu: Enrique Cerezo Torres. Presidente del club de fútbol Atlético de Madrid

8 de febrero de 2018
- Comadre de Oro: Rosa Cobo Bedia, profesora titular de Sociología del Género y Directora del Centro de Estudios de Género y Feministas de la Universidad de La Coruña.
- Felpeyu: Agustín Martínez Becerra, Juan Manuel Canales Cid y Jesús Pérez Pérez, abogados.

23 de febrero de 2017
- Comadre de Oro: Mar Esquembre (profesora de derecho constitucional y cofundadora de la Red Feminista de Derecho Constitucional) por el compromiso y aportaciones en la materia en la que es experta, siempre desde la perspectiva de género, llevando al Derecho Constitucional la incorporación de las teorías feministas,[19]
- Comadre de Oro especial: Carmen Gómez Ojea (escritora)
- Felpeyu: David Pérez, alcalde de Alcorcón por  «su 'experto conocimiento' del mundo feminista, que deja patente en sus declaraciones: 'las feministas son mujeres frustradas, amargadas, rabiosas y fracasadas como personas'».

- Babayu: Félix de Azúa (académico de la RAE) por sus declaraciones sobre la alcaldesa de Barcelona Ada Colau señalando que "debería estar sirviendo en un puesto de pescado".

4 de febrero de 2016
- Comadre de Oro: Ana de Miguel (filósofa)
- Comadre de Oro especial: Alicia Miyares (filósofa) por el texto del manifiesto de El tren de la Libertad.
- Felpeyu: Arzobispo de Granada por decir: «Aborto y divorcio son los que promueven la violencia de género»[20]
- Babayu: Alcalde de Carboneras por su frase a una concejala: «Cállese cuando está hablando un hombre»

12 de febrero de 2015
- Comadre de Oro: Pilar Aguilar Carrasco (investigadora, ensayista y crítica de cine)
- Felpeyu: Asociación Galgos 112
- Babayu: Miguel Arias Cañete (Diputado del Parlamento Europeo)

27 de febrero de 2014
- Comadre de Oro: CIMA (Asociación de mujeres cineastas y de medios audiovisualtes)
- Felpeyu: Mariano Rajoy (Presidente del Gobierno)
- Babayu: Toni Cantó (Diputado de UPyD por Valencia)

7 de febrero de 2013
- Comadre de Oro: Carme Valls-Llobet (Médica)
- Felpeyu: José Ignacio Wert (Ministro de Educación, Cultura y Deporte)
- Babayu: Ignacio González (Presidente de la Comunidad de Madrid)

16 de febrero de 2012
- Comadre de Oro: Alicia Puleo García (Filósofa)
- Felpeyu: Alberto Ruíz Gallardón (Ministro de Justicia)

3 de marzo de 2011
- Comadre de Oro: Paz Fernández Felgueroso (Alcaldesa de Gijón)
- Felpeyu: Francisco Javier León de la Riva (Alcalde de Valladolid)
- Babayu: Salvador Sostres

11 de febrero de 2010
- Comadre de Oro: Icíar Bollaín (Directora de cine y actriz)
- Felpeyu: Francisco Serrano (Juez Titular del Juzgado de Familia n.º 7 de Sevilla)
- Babayu: Juan Manuel de Prada

19 de febrero de 2009
- Comadre de Oro: Soledad Murillo de la Vega (Doctora en Sociología)
- Mención Especial: Diario "Público"
- Felpeyu: OBO Bettermann, S.A.
- Babayu: Francisco Serrano (Juez de familia)

31 de enero de 2008
- Comadre de Oro: ACAI (Asociación de Clínicas Acreditadas para la Interrupción voluntaria del embarazo)
- Comadre de Oro Especial: Asociación de mujeres juristas THEMIS
- Felpeyu: José Luis Sierra Fernández (Magistrado)
- Babayu Mayor: José Luis Requero Ibáñez

15 de febrero de 2007
- Comadre de Oro: Soledad Gallego Díaz. Periodista. Adjunta a la Dirección del Diario El País
- Comadre de Oro Especial: Asociación Feminista de Asturias (AFA)
- Felpeyu: Real Academia Española

23 de febrero de 2006
- Comadre de Oro: Mª Teresa Fernández de la Vega, Vicepresidenta Primera, Ministra de la Presidencia y Portavoz del Gobierno
- Comadre de Oro Especial: Asociación de mujeres gitanas de Gijón
- Felpeyu: Amando de Miguel, sociólogo

3 de febrero de 2005
- Comadre de Oro: Isabel Morant Deusa, historiadora, directora de la Colección Feminismos
- Comadre de Oro Especial: Foro de la Calzada (Gijón)
- Felpeyu: Monseñor Gea Escolano, Obispo de Mondoñedo, y Monseñor Noguer Carmona, Obispo de Huelva
- Babayu Mayor: Federico Ortiz Cañavate

19 de febrero de 2004
- Comadre de Oro: Gemma Nierga (Periodista)
- Felpeyu: Conferencia Episcopal Española
- Babayu Permanente: Manuel Fraga Iribarne

27 de febrero de 2003
- Comadre de Oro: Plataforma de Mujeres Artistas Contra la Violencia
- Comadre de Oro Especial: Aída Fuentes Concheso (Ex-Directora Regional de la Mujer del Principado de Asturias)
- Felpeyu: Subdelegado del Gobierno en Tarragona, Ángel Sagardoy Varela
- Babayu Mayor: Gustavo Bueno "SENIOR"

7 de febrero de 2002
- Comadre de Oro: María José Varela Portela (Abogada)
- Comadre de Oro Especial: María de las Alas Pumariño (Presidenta A. Viudas de la República)
- Felpeyu: Jesús María Díez Fernández (Gerente de Viveros el Sueve)

22 de febrero de 2001
- Comadre de Oro: Rosario Fernández Hevia (Jueza)
- Felpeyu: Círculo de Empresarios de Madrid

2 de marzo de 2000
- Comadre de Oro: Carmen Alborch (Diputada y Escritora)
- Comadre de Oro Especial: Sara Suárez Solís (Escritora)
- Felpeyu: Cofradía de pescadores "El Palmar" de la Albufera

11 de febrero de 1999
- Comadre de Oro: Cristina del Valle (Cantante) y María Teresa (Mujer víctima de malos tratos)
- Felpeyu: Federación Asturiana de Fútbol

19 de febrero de 1998
- Comadre de Oro: Juana Doña (Escritora) y Carlota Bustelo (Instituto de la Mujer)
- Comadre de Oro Especial: Mujeres de Chiapas
- Felpeyu: Lo que necesitas es amor (Antena 3 TV)

6 de febrero de 1997
- Comadre de Oro: Lidia Falcón (Abogada y Escritora)
- Felpeyu: Villa Pastur (Crítico de Arte)

15 de febrero de 1996
- Comadre de Oro: Celia Amorós (Filósofa y Escritora)
- Felpeyu: RIDEA (Real Instituto de Estudios Asturianos)

23 de febrero de 1995
- Comadre de Oro: Ana María Pérez del Campo (Presidenta de la Federación de Asociaciones de Mujeres Separadas y Divorciadas)
- Felpeyu: Dirección Escuela Universitaria de Magisterio de Oviedo

10 de febrero de 1994
- Comadre de Oro: Maruja Torres (Escritora y Periodista)
- Felpeyu: Chumy Chumez (Dibujante)

18 de febrero de 1993
- Comadre de Oro: Amelia Valcárcel (Filósofa y Escritora)
- Felpeyu: Tele 5

27 de febrero de 1992
- Comadre de Oro: Dolores Medio (Maestra, escritora y periodista)
- Mención Especial: Colegio Público García Lorca (La Engañifa)
- Felpeyu: Miguel González Calderón (Juez)

7 de febrero de 1991
- Comadre de Oro: Victoria Sau (Psicóloga y Escritora)
- Comadre de Oro Especial: María Jesús Arrieta Gallastegui (Machús)
- Mención Especial: Trabajadoras de Confecciones Gijón
- Felpeyu: Enrique Múgica (Diputado y Ministro de Justicia)

22 de febrero de 1990
- Comadre de Oro: Elisa Sesma, Mari Cruz Landa y Pablo Sánchez (Ginecólogos) y Josep Vicent Marqués (Periodista)
- Felpeyu: Comisión de Verificación y Control de Publicidad de TVE

2 de febrero de 1989
- Comadre de Oro: Cristina Almeida (Abogada y Diputada)
- Felpeyu: Diario El Comercio

11 de febrero de 1988
- Comadre de Oro: Carmen Sarmiento
- Felpeyu: Fernando Poblet FERPO (Periodista)

26 de febrero de 1987
- Comadre de Oro: Dulce María Frutos, Teresa Menéndez, Ana Álvarez y Blanca Esther González (Mujeres mineras)
- Felpeyu: Carlos del Valle (Magistrado-Juez del Juzgado de Instrucción 14 de Madrid)

## En la cultura

### Canción
- El Tren de la Libertad,[21] compuesta e interpretada por la cantante asturiana Marisa Valle Roso. Convertida ya en un himno, homenajea a las promotoras del movimiento, (Tertulia Feminista les Comadres y Mujeres por la Libertad de Barredos) y a todas las mujeres que tomaron las calles de Madrid en febrero de 2014.

### Documental
- No estamos solos, dirigido por Pere Joan Ventura y producido por El Gran Wyoming y Pere Portabella.[22]

### Libro
- El Gran Wyoming. No estamos solos. (2014). Editorial Planeta.ISBN 978-84-08-13155-7